# Winter-Paralympics 2002/Teilnehmer (Dänemark)
| stlisierte Goldmedaille | stlisierte Silbermedaille | stlisierte Bronzemedaille |
| ----------------------- | ------------------------- | ------------------------- |
| —                       | —                         | —                         |

Bei den Winter-Paralympics 2002 in Salt Lake City bestand das dänische Team aus einer einzigen teilnehmenden Sportlerin: der 37-jährigen Skiläuferin Anne-Mette Bredahl. Der vom dänischen Behindertensportverband, dem Dansk Handicap Idræts-Forbund, entsendeten Teilnehmerin, gelang es nicht – wie im Vorfeld erhofft –, eine Medaille zu gewinnen. Erfolgreichste Platzierung war ein 4. Platz über fünf Kilometer Skilanglauf im klassischen Stil. bei dem ihr mit einem Abstand von 33 s hinter der Finnin Hanski Merja nur knapp eine Bronzemedaille entging. Auf ihrer Favoritenstrecke, 7,5 km Biathlon, musste sie sich wegen technischer Probleme mit einem fünften Platz zufriedengeben. Beim dritten Start über zehn Kilometer Langlauf (Freier Stil) erreichte sie einen sechsten Platz und in der Disziplin 15 km Langlauf wurde Bredahl disqualifiziert, weil „ihre Brille nicht richtig saß.“ („...at brillerne ikke sad rigtigt“)
Im Sledge-Eishockey und im Ski Alpin traten keine dänischen Teilnehmer an.

## Ergebnisse im Ski Nordisch (Biathlon und Skilanglauf)
| Ergebnisse         | Ergebnisse    | Ergebnisse                        | Ergebnisse      | Ergebnisse                                              |
| Teilnehmer         | Tag           | Disziplin                         | Platzierung     | Zeit/Ergebnis                                           |
| ------------------ | ------------- | --------------------------------- | --------------- | ------------------------------------------------------- |
| Anne-Mette Bredahl | 8. März 2002  | 7,5 km Biathlon (blind)           | 5. Platz        | 0 und 1 - 26.30.6 - 3.51.3                              |
| Anne-Mette Bredahl | 10. März 2002 | 5 km Langlauf im klassischen Stil | 4. Platz        | 18 min 23,5 s (2 min 30,8 s hinter der Erstplatzierten) |
| Anne-Mette Bredahl | 12. März 2002 | 10 km Langlauf im freien Stil     | 6. Platz        | 34 min 30,5 s (5 min 15,8 hinter der Erstplatzierten)   |
| Anne-Mette Bredahl | 16. März 2002 | 15 km Langlauf im freien Stil     | disqualifiziert |                                                         |